# Gioacchino Alemagna
Gioacchino Alemagna, all'anagrafe Gioachino Ambrogio Gaetano Virgilio Alemagna (secondo altre fonti Giacchino) (Melegnano, 13 maggio 1892 – Milano, 23 settembre 1974), è stato un pasticciere e imprenditore italiano, fondatore dell'azienda alimentare Alemagna.

## Biografia
Pasticcere proveniente dalla provincia milanese, creò negli anni venti a Milano il suo primo forno dolciario, per poi prendere in gestione nel 1925 una sua pasticceria, dove vendeva direttamente i suoi prodotti. Nel 1933 ampliò la propria attività, sempre nel capoluogo lombardo, con una pasticceria adiacente a piazza del Duomo, che divenne il locale alla moda della città, negli anni prebellici, grazie alla produzione del panettone, specialità di Alemagna.
In via Silva a Milano vi era il più grosso stabilimento con più di 30 forni di cottura e 2 000 dipendenti.
Nel dopoguerra Gioacchino cedette l'azienda al figlio Alberto, ritirandosi dall'attività.